# Милан Михайлов
Милан Михайлов е български революционер, деец на Вътрешната македоно-одринска революционна организация и Върховния македоно-одрински комитет.

## Биография
Милан Михайлов е роден в 1879 или 1880 година в Прилеп. Присъединява се към ВМК, но след като извършва престъпление бяга от България в Солун. Там по препоръка на Борис Сарафов става помощник на ЦК на ВМОРО. На 23 януари 1901 година е арестуван от турската полиция, като в него са намерени револвери. Инквизиран е тежко и започва да издава тайните на ВМОРО. Първо насочва полицията към квартирата на Коне Лазаров, няколко дни по-късно преоблечен като турски войник посочва къщата в която се крие раненият четник Кочо Карловалията, като с това дава началото на Солунската афера. Солунското углавно съдилище го осъжда на смърт на 14 март 1901 година.
Според друга версия след Солунската афера минава в нелегалност. Четник е първо в струмишката чета, а сетне в гевгелийската на Аргир Манасиев. Обвинен в предателство и наказан със смърт на 26 юни 1903 година в Солун.